# Aritmância
Na moderna terminologia numerológica, a aritmância (forma curta do Grego αριθμομαντεια adivinhação por números) é uma versão simplificada da Isopsefia dos gregos antigos ou da Guematria Aramaico-Hebréia, adaptada ao alfabeto latino.

## Etimologia
O nome Aritmância (Arithmancia) se derivou de duas palavras gregas  – arithmos (significa número) e manteia (significa mântica, adivinhação). Assim, artimância seria algo como adivinhação pelos números.

## Métodos

### Método de Agrippa
Por esse método de Agrippa, as letras consideradas eram aquelas de recente versão do alfabeto latino (com "U" e "V" consideradas como sendo letras separadas, bem como "I" e "J" sendo também distintas, o que não era comum até o século XVIII), os valores de 1 a 9 eram:
| 1 | 2 | 3 | 4 | 5 | 6 | 7 | 8 | 9 |
| - | - | - | - | - | - | - | - | - |
| A | B | C | D | E | F | G | H | I |
| J | K | L | M | N | O | P | Q | R |
| S | T | U | V | W | X | Y | Z |   |

Com base nesses valores, era calculado por soma o valor numérico do nome da pessoa. Se o resultado fosse maior que nove, os valores dos dígitos do número eram somados em operações seguidas até que se chegasse a um único algarismo.
Tal sistema é usado hoje para fazerem-se predições sobre pontos e fracos dessa pessoa, usando números para o coração (amor), para vida social, personalidade, caráter, etc. O número do coração é tomado pela soma somente das vogais do nome, o social pela soma dos valores das consoantes. No caso do caráter consideram-se vogais e consoantes somadas juntas.
Uma aproximação com objetivos similares é feito pelo uso dos números da data de nascimento da pessoa, visando definir o caráter da mesma. Cada um dos números obtidos por diferentes métodos é considerado como adequando para certo tipo de previsão. Agrippa foi o primeiro a utilizar com tais objetivos o alfabeto latino no século XVI que, a partir daí, foi usado extensivamente. É também chamado de método Pitagórico, embora não haja relação nenhuma como o sábio grego.

### Método caldeu
Um método menos conhecido é o chamado Caldeu (nesse contexto, a palavra “Caldeu” é uma forma fora de moda de se referir à língua aramaica e seus falantes) A maior diferença entre os métodos de Agrippa e o Caldeu é o fato no número nove (9) não ser usado no Caldeu. Nos demais aspecto, ambos métodos se assemelham, mas o Caldeu segue as relações numéricas das letras Latinas devidamente corrigida para a sequência das letras do alfabeto hebraico.
| 1 | 2 | 3 | 4 | 5 | 6 | 7 | 8 |
| - | - | - | - | - | - | - | - |
| A | B | C | D | E | U | O | F |
| I | K | G | M | H | V | Z | P |
| J | R | L | T | N | W |   |   |
| Q |   | S |   |   | X |   |   |
| Y |   |   |   |   |   |   |   |